# خوان الأول ملك أراغون
خوان الأول (27 ديسمبر 1350 - 19 مايو 1396) هو ملك أراغون منذ 1388 حتى وفاته.
هو أبن الأكبر لـ بيدرو الرابع ملك أراغون وزوجته الثالثة إليانور من صقلية أبنة بيترو الثاني ملك صقلية.

## الأبناء
تزوج خوان أولا من مارثا من أرمانياك في 24 يونيو 1373 هي ابنة جان الأول، كونت أرمانياك؛ وأنجبت له:-
- خايمي (24 يونيو 1374 - 22 أغسطس 1374).
- خوانا (أكتوبر 1375 - سبتمبر 1407)، كانت متزوجة من ماثيو، كونت فوا بحيث ادعوا العرش بعد وفاة والدها.
- خوان (23 يوليو 1376 - 31/24 يوليو 1376).
- ألفونسو (9 سبتمبر 1377-1377).
- إليانور (13 يوليو 1378 - 1378).

تزوج من بعدها من يولاندا من بار في 2 فبراير 1380 هي ابنة روبرت الأول، دوق بار؛ وأنجبت له:-
- خايمي (22 مارس 1382 - 1 سبتمبر 1388) هو دوق جرندة وكونت سيرفيرا.
- يولاند (1384- 14 نوفمبر 1442)، كانت متزوجة من لويس الثاني دوق أنجو.
- فرناندو (18 مارس 1389 - أكتوبر 1389) هو دوق جرندة وكونت سيرفيرا.
- أنتونيا (1392-1391).
- إليانور (2 يناير 1393 - يوليو 1393).
- بيدرو (13 يناير 1394 - يناير 1394) هو دوق جرندة وكونت سيرفيرا.
- خوانا (12 يناير - 4 أغسطس 1395).

## روابط خارجية
- خوان الأول ملك أراغون على موقع الموسوعة البريطانية (الإنجليزية)